# Maida

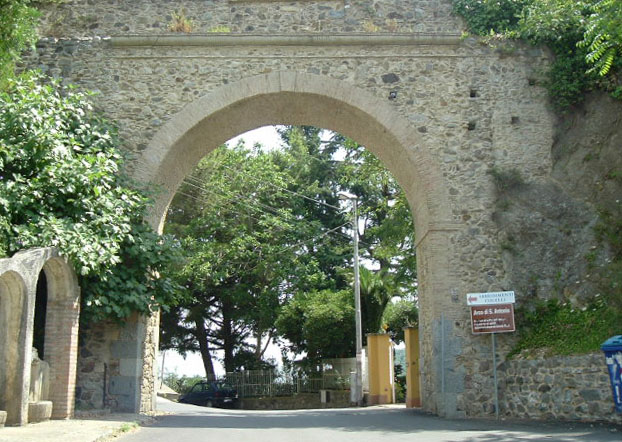
Arco di San Antonio dẫn đến Maida

Maida (San Pietro di Maida, tiếng Hy Lạp: Maede, Medeia) là một đô thị ở tỉnh Catanzaro, vùng Calabria ở miền nam nước Ý. Đô thị này có diện tích ki-lô-mét vuông, dân số là người.
Maida có cự ly 16 km về phía nam của Lamezia Terme và 31 km về phía tây của tỉnh lỵ Catanzaro.
Hoạt động kinh tế chủ yếu của đô thị này là nông nghiệp, đặc biệt là trồng olive, các loại cam chanh. Du lịch đang dần trở thành hoạt động kinh tế quan trọng.